# Mechanikai eljárástechnika
A mechanikai eljárástechnika a mechanikai-fizikai hatásokra végbemenő anyagátalakulási folyamatokkal foglalkozik. Ennek megfelelően a vizsgált anyagrendszerek 1 μm-nél nagyobb részecskéket tartalmazó durva diszperz anyagrendszerek. A mechanikai eljárástechnika tudomány- és szakterület tárgya és részterületei:

## Durva diszperz anyagrendszerek jellemzése és mérése
- szemcsék, szemcsecsoportok
- buborékok
- cseppek
- szuszpenziók

## A mechanikai eljárástechnika alapjelenségei
- törésmechanikai jelenségek,
- mágneses, elektromos, hőtani, optikai

jelenségek,
- határfelületi jelenségek,
- szilárd-szilárd és szilárd-folyadék kötőerők,
- részecskemozgás folyadékban és gázban,
- szuszpenzió- ill. keverékáramlás.

## A mechanikai eljárástechnika alapvető eljárásai
- A kevertségi állapot változik:

- - Szétválasztás:osztályozás, dúsítás
  - Keverés:homogenizálás, egyenlősítés, szuszpenzió-készítés, …

- A diszperz állapot változik:

- - Darabolás: törés, aprítás, őrlés
  - Darabosítás: brikettálás, kompaktálás, tablettakészítés, …

## A mechanikai eljárástechnika fő alkalmazási területei
A mechanikai eljárástechnikához kapcsolódó mérnöki tevékenység két szakterülete: a nyersanyag-előkészítéstechnika, valamint a környezeti eljárástechnika, melyek a mechanikai eljárástechnikai valamint bizonyos mértékben a bioeljárástechnikai és termikus eljárástechnikai, továbbá az előkészítéstechnikai alapismeretek alkalmazását jelentik. 